# Паяла, Магдалена
Магдалена Паяла (швед. Magdalena Pajala, род. 11 марта 1988, Елливаре, Норрботтен) — шведская лыжница, участница Олимпийских игр в Ванкувере. Более успешно выступает в спринте.

## Карьера
В Кубке мира Паяла дебютировала в 2008 году, в январе 2010 года впервые попала в десятку лучших на этапе Кубка мира в спринте. Всего на сегодняшний момент имеет 2 попадания в десятку лучших на этапах Кубка мира, обе в спринте. Лучшим достижением Паялы в общем итоговом зачёте Кубка мира является 35-е место в сезоне 2009-10.
На Олимпиаде-2010 в Ванкувере, приняла участие в двух гонках: спринт — 10-е место, эстафета — 5-е место.
За свою карьеру в чемпионатах мира, участия не принимала.
Использует лыжи производства фирмы Fischer.